# 劇団M.O.P.
劇団M.O.P.（げきだんエムオーピー）は、かつて存在した日本の劇団。主宰は演出家、脚本家、劇作家のマキノノゾミ。
1984年、つかこうへい作『熱海殺人事件』公演で旗揚げした。その後も『広島に原爆を落とす日』『ストリッパー物語』『飛龍伝』『寝取られ宗介』など、つか作品を次々に上演し、関西学生演劇ムーブメントの中心的劇団のひとつとなる。1989年の『HAPPY MAN』公演よりオリジナルの脚本を上演するようになる。
時代劇から青春ドラマ、有名人をモデルにした伝記物、アメリカを舞台にした作品など、幅広い作品を上演した。
2008年に「劇団解散カウントダウン宣言」を発表し、3作品を上演した後、2010年8月に解散した。

## 所属していた俳優
- マキノノゾミ
- キムラ緑子
- 三上市朗
- 小市慢太郎
- 酒井高陽
- 林英世
- 木下政治
- 奥田達士
- 勝平ともこ
- 白木三保
- 岡村宏懇
- 友久航
- 塩湯真弓
- 永滝元太郎
- 竹山あけ美
- 塩釜明子
- 神農直隆

## かつて所属していた俳優
- 鈴木哲也